# Plectranthias randalli
Plectranthias randalli är en fiskart som beskrevs av Pierre Fourmanoir och Rivaton, 1980. Plectranthias randalli ingår i släktet Plectranthias och familjen havsabborrfiskar. Inga underarter finns listade i Catalogue of Life.